# Saint-Manvieu-Norrey
Saint-Manvieu-Norrey is een gemeente in het Franse departement Calvados (regio Normandië). De plaats maakt deel uit van het arrondissement Caen. Saint-Manvieu-Norrey telde op 1 januari 2022 2.141 inwoners.

## Geografie
De oppervlakte van Saint-Manvieu-Norrey bedraagt 8,28 km², de bevolkingsdichtheid is 236 inwoners per km² (per 1 januari 2019).
De onderstaande kaart toont de ligging van Saint-Manvieu-Norrey met de belangrijkste infrastructuur en aangrenzende gemeenten.

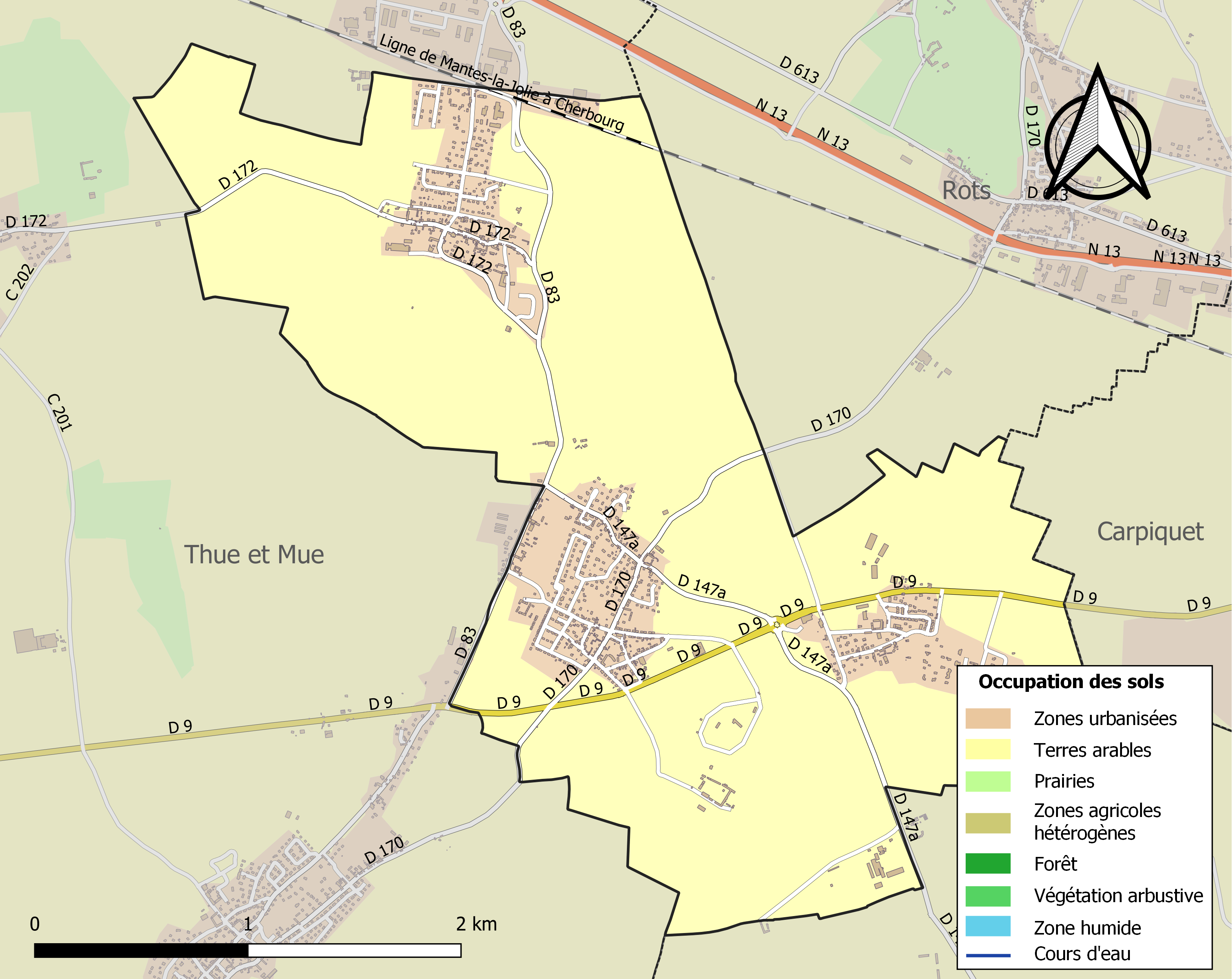

## Verkeer
In de gemeente ligt de spoorweghalte Bretteville-Norrey.

## Demografie
Onderstaande figuur toont het verloop van het inwonertal (bron: INSEE-tellingen).
Vanwege een beveiligingsprobleem met de MediaWiki Graph-software is het momenteel niet mogelijk deze grafiek weer te geven. Zodra de software is bijgewerkt zal de grafiek vanzelf weer zichtbaar worden.